# 李建波 (田径运动员)
李建波（1986年11月14日—）是中國田徑運動員，祖籍雲南曲靖，2004年進入中國國家隊。他曾奪得2004年全国竞走锦标赛暨奥运选拔赛青年组20公里竞走冠軍及亚洲青年田径锦标赛10公里竞走冠军、2006年亚洲田徑锦标赛50公里竞走亚军、2007年全国竞走冠军赛20公里竞走冠军、2008年好运北京国际竞走挑战赛50公里竞走季軍及2009亞洲田徑錦標賽20公里競走冠軍。

## 外部連結
- 李建波在的頁面